# Blackfriars Bridge
De Blackfriars Bridge is een brug over de rivier de Theems in Londen.
De brug ligt tussen de Waterloo Bridge en Blackfriars Railway Bridge. De brug is genoemd naar het Dominicaanse klooster dat zich hier vroeger bevond. en loopt nu van de Inns of Court naar Tate Modern. De rivier de Fleet mondt uit in de Theems onder het noordelijke landhoofd van de brug.
De eerste verbinding bij Blackfriars, was een stenen tolbrug, die ontworpen werd door Robert Mylne en die in 1769 werd geopend. Toen heette de brug nog William Pitt Bridge (naar de Engelse minister-president William Pitt), maar al vrij snel daarna werd de brug vernoemd naar het voornoemde klooster.

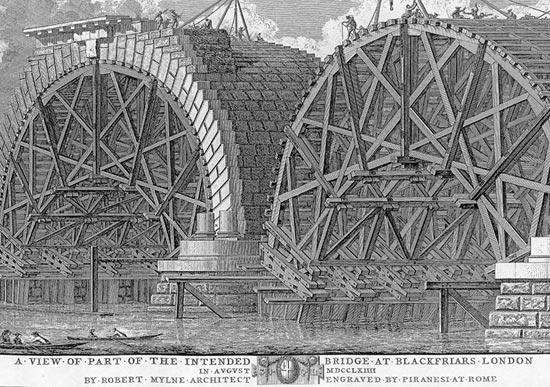
Gravure (1764) door Giovanni Battista Piranesi voor de architect Robert Mylne : de werken aan de oorspronkelijke Blackfriars bridge

De huidige brug, een constructie van stalen bogen werd in 1869 in gebruik genomen. De brug kreeg internationaal enige bekendheid toen er in 1982 het dode lichaam van de Italiaanse bankier, Roberto Calvi werd aangetroffen. Eerst dacht men aan zelfmoord, later kwam vast te staan dat Calvi vermoord was.
Albert Bridge · Chelsea Bridge · Grosvenor Bridge · Vauxhall Bridge · Lambeth Bridge · Westminster Bridge · Hungerford Bridge · Waterloo Bridge · Blackfriars Bridge · Blackfriars Railway Bridge · Millennium Bridge · Southwark Bridge · Cannon Street Railway Bridge · London Bridge · Tower Bridge

Zie ook: Lijst van oeververbindingen van de Theems